# Ervin Roszner

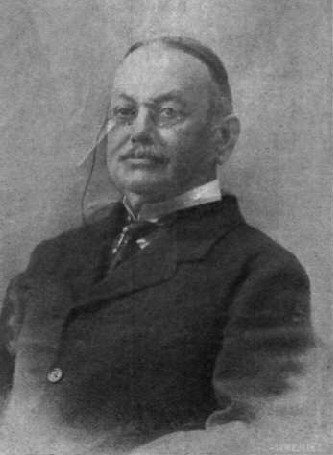
Ervin Roszner

Ervin Baron Roszner von Roseneck (auch Erwin Roszner, ungarisch roszeneki báró Roszner Ervin, * 19. Dezember 1852 in Varsány; † 2. Oktober 1928 in Telekes) war ein ungarischer Jurist, Politiker und Minister.

## Leben
Roszner wuchs in Ungarn auf und war (um 1868) Edelknabe in der Theresianischen Akademie in Wiener Neustadt. Nach der Matura studierte er Rechtswissenschaft an der Universität Wien, in Eger und Budapest, wo er 1876 in Rechts- und Staatswissenschaften zum Dr. iur. promovierte. 1872 wurde er im Corps Saxonia Wien aktiv. 1879 war er Professor an der königlichen Rechtsakademie in Nagyvárad. 1887 wurde er als Mitglied der Liberalen Partei Abgeordneter des ungarischen Reichstags, und war danach Obergespan der Komitate Hont und Máramaros. Vom 10. Dezember 1903 bis zum 17. Februar 1905 war Roszner Gouverneur von Fiume der damals ungarischen Stadt Fiume mit Gebiet. Zuletzt war er vom 29. Mai 1915 bis 15. Juni 1917 Minister am Allerhöchsten Hoflager im Kabinett von István Tisza.

## Werke
- Die Klausenburger Ehen, in: Juristische Blätter, Jahrg. 8 (1879), Nr. 51, S. 631 ff.
- Régi magyar házasságy jog (= Alt-ungarisches Eherecht), Budapest 1887.